# Nikiforos Arvanitou
Nikiforos Arvanitou (Grieks: Νικηφόρος Αρβανίτου) (Athene, 13 januari 2003) is een Grieks wielrenner die meerdere nationale titels behaalde op de baan en weg.

## Carrière
Bij de junioren en beloften behaalde Arvanitou sinds 2020 verschillende titels bij de wegwedstrijd en in de tijdrit. In 2024 won hij voor het eerst de wegwedstrijd voor elite van het nationale kampioenschap, in de sprint versloeg hij Georgios Bouglas. Daarnaast won Arvanitou in 2024 de vierde etappe in de Ronde van Kurpie, een jaar later zegevierde hij in de proloog van de Ronde van Małopolska. Eind juni 2025 won hij voor de tweede maal de wegwedstrijd van het nationale kampioenschap, zijn volgende twee racedagen waren op Turks grondgebied. Hij zegevierde begin juli in de Grote Prijs Kahramanmaraş en de Grote Prijs Edebiyat Yolu waar hij aan deelnam namens zijn land.
Tussen 2022 en 2024 reed Arvanitou voor verschillende continentale wielerploegen. Per juli 2025 maakte hij de overstap naar het Hongaarse Team United Shipping.

## Palmares

### Baanwielrennen
| Jaar | GK                                   |
| ---- | ------------------------------------ |
| 2023 | omnium · achtervolging · koppelkoers |
| 2024 | koppelkoers                          |

### Wegwielrennen
2020
 Grieks kampioen op de weg, junioren
 Grieks kampioenschap tijdrijden, junioren
2021
 Grieks kampioen op de weg, junioren
 Grieks kampioen tijdrijden, junioren
2023
 Grieks kampioen op de weg, beloften
 Grieks kampioenschap tijdrijden, beloften
Jongerenklassement Ronde van Albanië
1e etappe Kirikkale Road Race
Eindklassement Kirikkale Road Race
 Grieks kampioenschap tijdrijden, elite
 Balkanees kampioen op de weg
2024
 Grieks kampioen op de weg, beloften
 Grieks kampioenschap tijdrijden, beloften
4e etappe Ronde van Kurpie
 Grieks kampioen op de weg, elite
 Balkans kampioenschap op de weg, elite
2025
 Grieks kampioen op de weg, beloften
 Grieks kampioenschap tijdrijden, beloften
Proloog Ronde van Małopolska
 Grieks kampioen op de weg, elite
Grote Prijs Kahramanmaraş
Grote Prijs Edebiyat Yolu
Jongerenklassement Ronde van Szeklerland